# ニッポンの、みせものやさん
『ニッポンの、みせものやさん』は、2012年公開の日本のドキュメンタリー映画。

## 概要
日本最後の見世物小屋一座と呼ばれる「大寅興行社」の興行に密着し、見世物小屋独自の演目や口上、小屋の建築方法などを映像に記録したほか、見世物小屋文化の最盛期から衰退までの歴史を当事者の視点から振り返っている。

## スタッフ
- 監督 - 奥谷洋一郎
- 音楽 - 街角実
- 撮影 - 江波戸遊土、遠藤協、奥谷洋一郎、早崎紘平、渡辺賢一
- 整音 - 黄永昌
- 編集 - 江波戸遊土、奥谷洋一郎
- 監督補 - 江波戸遊土
- 制作協力 - 映画美学校
- 協力 - 大寅興行社、松坂屋興行社、ワールドオートバイサーカスほか
- 配給 - スリーピン